# Мартен-Фёйе, Феликс
Фели́кс Марте́н-Фёйе́ (фр. Félix Martin-Feuillée; 25 ноября 1830 года, Ренн — 5 августа 1898 года, Дерваль) — французский политический деятель, адвокат.

## Биография
Учился в реннском университете (фр. Université de Rennes), закончил в 1854 году. Приобрёл значительную известность во время второй империи как адвокат; с 1876 года был депутатом в палате, а в 1883—1885 г. — министром юстиции и культов во втором правительстве, сформированном Ферри.